# Sanremo-Festival 2016
Die 66. Ausgabe des Festival della Canzone Italiana di Sanremo fand 2016 vom 9. bis 13. Februar im Teatro Ariston in Sanremo statt und wurde von Carlo Conti moderiert, in Begleitung des Schauspielers Gabriel Garko, der Komikerin Virginia Raffaele sowie der rumänischen Schauspielerin Mădălina Diana Ghenea. Sieger des Wettbewerbs war die Band Stadio, die auch die Möglichkeit erhielt, Italien beim Eurovision Song Contest 2016 zu vertreten; nachdem sie jedoch ablehnte, ging dieses Amt auf die Zweitplatzierte Francesca Michielin über.

## Organisation

### Allgemein
Das Festival wurde vom Staatsfernsehen RAI organisiert. Conti moderierte das Festival nunmehr zum zweiten Mal und war gleichzeitig künstlerischer Leiter (direttore artistico) der Veranstaltung. Für die musikalische Leitung (direzione musicale) war Pinuccio Pirazzoli verantwortlich, die Bühnenausstattung stammte von Riccardo Bocchini und Regie führte Maurizio Pagnussat.

### Presseraum
Der Presseraum (Sala Stampa) bezeichnet die aus Radio- und TV-Journalisten zusammengesetzte Jury, welche an den ersten drei Abenden zu 50 % die Abstimmungen beeinflusste.

### Expertenjury
Die Expertenjury (giuria degli esperti) stimmte am vierten und fünften Abend ab, wobei ihre Abstimmung jeweils 30 % der Gesamtwertung ausmachte. Sie setzte sich aus folgenden Personen zusammen:
- Franz Di Cioccio (Musiker)
- Laura Valenti (Model)
- Fausto Brizzi (Filmregisseur)
- Nicoletta Mantovani (Managerin)
- Federico l’Olandese Volante (DJ)
- Valentina Correani (Fernsehmoderatorin und Schauspielerin)
- Massimiliano Pani (Komponist und Musikproduzent)
- Paola Maugeri (Musikjournalistin)

### Demoskopische Jury
Die demoskopische Jury (giuria demoscopica) stellt eine Stichprobe aus 300 zufällig ausgewählten Musikkonsumenten dar, welche von zuhause aus über ein elektronisches System abstimmen. Wie die Expertenjury stimmte sie am vierten und fünften Abend ab und machte jeweils 30 % der Wertung aus.

## Teilnehmende Beiträge
In der Hauptkategorie Campioni traten 20 Kandidaten gegeneinander an, von denen 16 das Finale erreichten. In der Newcomer-Kategorie Nuove Proposte hingegen traten acht Kandidaten gegeneinander an, von denen vier am dritten Abend das Finale bestritten.

### Campioni
Die 20 Campioni wurden von Carlo Conti in der Fernsehshow L’Arena auf Rai 1 am 13. Dezember 2015 proklamiert.
- Sieger
- Im Halbfinale ausgeschieden

| Platzierung | Interpret                           | Lied                             | Autoren                                                                                   |
| ----------- | ----------------------------------- | -------------------------------- | ----------------------------------------------------------------------------------------- |
| 1           | Stadio                              | Un giorno mi dirai               | Saverio Grandi, Luca Chiaravalli, Gaetano Curreri                                         |
| 2           | Francesca Michielin                 | Nessun grado di separazione      | Federica Abbate, Francesca Michielin, Cheope, Fabio Gargiulo                              |
| 3           | Deborah Iurato und Giovanni Caccamo | Via da qui                       | Giuliano Sangiorgi                                                                        |
| 4           | Enrico Ruggeri                      | Il primo amore non si scorda mai | Enrico Ruggeri                                                                            |
| 5           | Lorenzo Fragola                     | Infinite volte                   | Lorenzo Fragola, R. Di Benedetto, Rosario Canale, Fabrizio Ferraguzzo, Antonio Filippelli |
| 6           | Patty Pravo                         | Cieli immensi                    | Fortunato Zampaglione                                                                     |
| 7           | Clementino                          | Quando sono lontano              | Clemente Maccaro, Vincent Stein, Konstantin Scherer                                       |
| 8           | Noemi                               | La borsa di una donna            | Marco Masini, Marco Adami, Antonio Iammarino                                              |
| 9           | Rocco Hunt                          | Wake Up                          | Rocco Pagliarulo, Vincenzo Catanzaro, Simone Benussi                                      |
| 10          | Arisa                               | Guardando il cielo               | Giuseppe Anastasi                                                                         |
| 11          | Annalisa                            | Il diluvio universale            | Annalisa Scarrone, Diego Calvetti                                                         |
| 12          | Elio e le Storie Tese               | Vincere l’odio                   | Stefano Belisari, Nicola Fasani, Davide Civaschi, Sergio Conforti                         |
| 13          | Valerio Scanu                       | Finalmente piove                 | Fabrizio Moro                                                                             |
| 14          | Alessio Bernabei                    | Noi siamo infinito               | Ivan Amatucci, Roberto Casalino, Dario Faini                                              |
| 15          | Dolcenera                           | Ora o mai più (le cose cambiano) | Emanuela Trane, Alessandro Finazzo                                                        |
| 16          | Irene Fornaciari                    | Blu                              | Irene Fornaciari, Diego Calvetti, Giuseppe Dati, Marco Fontana                            |
| 17          | Dear Jack                           | Mezzo respiro                    | Roberto Balbo, Stefano Paviani, Leiner Riflessi, Claudio Corradini                        |
| 18          | Bluvertigo                          | Semplicemente                    | Marco Castoldi                                                                            |
| 19          | Zero Assoluto                       | Di me e di te                    | Thomas De Gasperi, Matteo Maffucci, Antonio Filippelli, Luca Vicini                       |
| 20          | Neffa                               | Sogni e nostalgia                | Giovanni Pellino                                                                          |

### Nuove Proposte
Am 27. November 2015 wurde auf Rai 1 der Wettbewerb #SG – Sanremo Giovani ausgestrahlt, in dessen Rahmen die Musikjury, bestehend aus Carlo Conti, Piero Chiambretti, Rosita Celentano, Giovanni Allevi, Federico Russo, Carolina Di Domenico und Andrea Delogu, sechs Kandidaten für die Newcomer-Kategorie auswählte. Weitere zwei wurden in der Vorentscheidung Area Sanremo ermittelt (Miele und Mahmood).
- Sieger
- In der Vorentscheidung ausgeschieden

| Platzierung | Interpret           | Lied            | Autoren                                      |
| ----------- | ------------------- | --------------- | -------------------------------------------- |
| 1           | Francesco Gabbani   | Amen            | Fabio Ilacqua, Francesco Gabbani             |
| 2           | Chiara Dello Iacovo | Introverso      | Chiara Dello Iacovo                          |
| 3           | Ermal Meta          | Odio le favole  | Ermal Meta                                   |
| 4           | Mahmood             | Dimentica       | Alessandro Mahmoud, M. Grilli, F. Fugazza    |
|             | Cecile              | N.E.G.R.A.      | Lorenzo Lombardi Dallamano                   |
|             | Irama               | Cosa resterà    | Filippo Maria Manti, Giulio Nenna            |
|             | Michael Leonardi    | Rinascerai      | Michael Vaiasinni, E. Giacca, E. Rentocchini |
|             | Miele               | Mentre ti parlo | Manuela Paruzzo, Andrea Rodini               |

## Preise

### KategorieCampioni
- Sieger: Stadio – Un giorno mi dirai
- Kritikerpreis „Mia Martini“: Patty Pravo – Cieli immensi
- Premio Sala Stampa Radio Tv „Lucio Dalla“: Stadio – Un giorno mi dirai
- Preis für das beste Arrangement „Giancarlo Bigazzi“: Stadio – Un giorno mi dirai
- Bestes Cover: Stadio – La sera dei miracoli (Original von Lucio Dalla)

### KategorieNuove Proposte
- Sieger: Francesco Gabbani – Amen
- Preis „Emanuele Luzzati“: Francesco Gabbani – Amen
- Kritikerpreis „Mia Martini“: Francesco Gabbani – Amen
- Premio Sala Stampa Radio Tv „Lucio Dalla“: Chiara Dello Iacovo – Introverso
- Preis für den besten Text „Sergio Bardotti“: Francesco Gabbani – Amen

### Lebenswerk
- Premio Città di Sanremo: Aldo, Giovanni e Giacomo

## Abende

### Erster Abend
Am Eröffnungsabend präsentierten zehn der 20 Campioni ihr Lied. Die Abstimmung wurde zu je 50 % vom Fernsehpublikum und vom Presseraum bestimmt.

#### Auftritte derCampioni
| Reihenfolge des Auftritts | Interpret                           | Lied                             | Abstimmungsergebnisse | Abstimmungsergebnisse | Abstimmungsergebnisse |
| Reihenfolge des Auftritts | Interpret                           | Lied                             | TV-Publikum (50 %)    | Presse (50 %)         | Insgesamt             |
| ------------------------- | ----------------------------------- | -------------------------------- | --------------------- | --------------------- | --------------------- |
| 1                         | Lorenzo Fragola                     | Infinite volte                   | 13,79 %               | 6,30 %                | 10,04 %               |
| 2                         | Noemi                               | La borsa di una donna            | 5,91 %                | 13,17 %               | 9,54 %                |
| 3                         | Dear Jack                           | Mezzo respiro                    | 8,83 %                | 3,44 %                | 6,13 %                |
| 4                         | Giovanni Caccamo und Deborah Iurato | Via da qui                       | 16,09 %               | 8,02 %                | 12,05 %               |
| 5                         | Stadio                              | Un giorno mi dirai               | 10,65 %               | 12,79 %               | 11,72 %               |
| 6                         | Arisa                               | Guardando il cielo               | 6,78 %                | 13,17 %               | 9,98 %                |
| 7                         | Enrico Ruggeri                      | Il primo amore non si scorda mai | 8,41 %                | 13,93 %               | 11,17 %               |
| 8                         | Bluvertigo                          | Semplicemente                    | 5,62 %                | 6,68 %                | 6,15 %                |
| 9                         | Rocco Hunt                          | Wake Up                          | 16,58 %               | 15,46 %               | 16,02 %               |
| 10                        | Irene Fornaciari                    | Blu                              | 7,34 %                | 7,06 %                | 7,20 %                |

#### Gäste
- Giuseppe Ottaviani (99-jähriger ehemaliger italienischer Leichtathlet)
- Laura Pausini (Sängerin)
- Aldo, Giovanni e Giacomo (italienisches Komikertrio)
- Elton John (Sänger)
- Maître Gims (Rapper)
- Kasia Smutniak und Anna Foglietta (Schauspielerinnen)

### Zweiter Abend
Der zweite Abend begann mit dem Newcomer-Wettbewerb, in dem vier der Nuove Proposte paarweise gegeneinander antraten; der jeweilige Sieger, der zu je 50 % vom Fernsehpublikum und vom Presseraum bestimmt wurde, erreicht das Halbfinale am vierten Abend. Die verbleibenden zehn Campioni hatten ihren Auftritt.

#### Auftritte derCampioni
| Reihenfolge des Auftritts | Interpret             | Lied                             | Abstimmungsergebnisse | Abstimmungsergebnisse | Abstimmungsergebnisse |
| Reihenfolge des Auftritts | Interpret             | Lied                             | TV-Publikum (50 %)    | Presse (50 %)         | Insgesamt             |
| ------------------------- | --------------------- | -------------------------------- | --------------------- | --------------------- | --------------------- |
| 1                         | Dolcenera             | Ora o mai più (le cose cambiano) | 4,79 %                | 13,74 %               | 9,27 %                |
| 2                         | Clementino            | Quando sono lontano              | 15,50 %               | 5,92 %                | 10,71 %               |
| 3                         | Patty Pravo           | Cieli immensi                    | 12,07 %               | 12,79 %               | 12,43 %               |
| 4                         | Valerio Scanu         | Finalmente piove                 | 20,31 %               | 5,73 %                | 13,02 %               |
| 5                         | Francesca Michielin   | Nessun grado di separazione      | 7,92 %                | 13,74 %               | 10,83 %               |
| 6                         | Alessio Bernabei      | Noi siamo infinito               | 12,64 %               | 5,92 %                | 9,28 %                |
| 7                         | Elio e le Storie Tese | Vincere l’odio                   | 5,96 %                | 14,50 %               | 10,23 %               |
| 8                         | Neffa                 | Sogni e nostalgia                | 2,35 %                | 6,30 %                | 4,32 %                |
| 9                         | Annalisa              | Il diluvio universale            | 11,06 %               | 12,21 %               | 11,64 %               |
| 10                        | Zero Assoluto         | Di me e di te                    | 7,41 %                | 9,16 %                | 8,28 %                |

#### Auftritte derNuove Proposte
|                    | Reihenfolge des Auftritts | Interpret           | Lied           | Abstimmungsergebnisse | Abstimmungsergebnisse | Abstimmungsergebnisse |
| TV-Publikum (50 %) | Reihenfolge des Auftritts | Interpret           | Lied           | Presse (50 %)         | Insgesamt             |                       |
| ------------------ | ------------------------- | ------------------- | -------------- | --------------------- | --------------------- | --------------------- |
| I                  | 1                         | Chiara Dello Iacovo | Introverso     | 69,43 %               | 58,12 %               | 63,78 %               |
| I                  | 2                         | Cecile              | N.E.G.R.A.     | 30,57 %               | 41,88 %               | 36,22 %               |
| II                 | 3                         | Irama               | Cosa resterà   | 63,44 %               | 18,64 %               | 41,04 %               |
| II                 | 4                         | Ermal Meta          | Odio le favole | 36,56 %               | 81,36 %               | 58,96 %               |

#### Gäste
- Salut Salon (Kammermusik-Quartett)
- Eros Ramazzotti (Sänger)
- Ezio Bosso (Komponist und Pianist)
- Ellie Goulding (Sängerin)
- Nicole Kidman (Schauspielerin)
- Nino Frassica (Schauspieler und Komiker)
- Antonino Cannavacciuolo (Koch)

### Dritter Abend
Der Wettbewerb der Nuove Proposte wurde mit den vier verbleibenden Kandidaten fortgesetzt; wieder traten sie paarweise gegeneinander an und kämpften um den Finaleinzug am vierten Abend. Die 20 Campioni hingegen präsentierten Coverversionen bekannter italienischer Lieder. Die Abstimmung über das beste Cover hatte keinen Einfluss auf den Wettbewerb selbst, war aber mit einem Sonderpreis bedacht.

#### Auftritte derCampioni
|                    | Reihenfolge des Auftritts | Interpret                                    | Cover (Originalinterpret)                                                                                                 | Abstimmungsergebnisse | Abstimmungsergebnisse | Abstimmungsergebnisse |
| TV-Publikum (50 %) | Reihenfolge des Auftritts | Interpret                                    | Cover (Originalinterpret)                                                                                                 | Presse (50 %)         | Insgesamt             |                       |
| ------------------ | ------------------------- | -------------------------------------------- | --- | --------------------- | --------------------- | --------------------- |
| I                  | 1                         | Noemi                                        | Dedicato (Loredana Bertè)                                                                                                 | 25,74 %               | 40,95 %               | 33,35 %               |
| I                  | 2                         | Dear Jack                                    | Un bacio a mezzanotte (Quartetto Cetra)                                                                                   | 27,27 %               | 15,24 %               | 21,25 %               |
| I                  | 3                         | Zero Assoluto                                | Goldrake (Actarus) | 13,83 %               | 12,86 %               | 13,34 %               |
| I                  | 4                         | Giovanni Caccamo und Deborah Iurato          | Amore senza fine (Pino Daniele)                                                                                           | 33,16 %               | 30,95 %               | 32,06 %               |
| II                 | 5                         | Patty Pravo (mit Fred De Palma)              | Tutt’al più (Patty Pravo)                                                                                                 | 15,02 %               | 20,25 %               | 17,63 %               |
| II                 | 6                         | Alessio Bernabei (mit Benji & Fede)          | A mano a mano (Riccardo Cocciante)                                                                                        | 54,28 %               | 8,68 %                | 31,48 %               |
| II                 | 7                         | Dolcenera                                    | Amore disperato (Nada) | 9,05 %                | 26,03 %               | 17,54 %               |
| II                 | 8                         | Clementino                                   | Don Raffaè (Fabrizio De André)                                                                                            | 21,66 %               | 45,04 %               | 33,35 %               |
| III                | 9                         | Elio e le Storie Tese                        | Quinto ripensamento (italienische Version der fünften Symphonie von Beethoven aus dem Soundtrack zu Saturday Night Fever) | 17,20 %               | 17,36 %               | 17,28 %               |
| III                | 10                        | Arisa                                        | Cuore (Rita Pavone) | 20,22 %               | 18,18 %               | 19,20 %               |
| III                | 11                        | Rocco Hunt                                   | Tu vuo’ fa l’americano (Renato Carosone)                                                                                  | 39,74 %               | 30,99 %               | 35,37 %               |
| III                | 12                        | Francesca Michielin                          | Il mio canto libero (Lucio Battisti)                                                                                      | 22,84 %               | 33,47 %               | 28,16 %               |
| IV                 | 13                        | Neffa (mit Giuliano Palma & the Bluebeaters) | ’O sarracino (Renato Carosone)                                                                                            | 8,12 %                | 21,74 %               | 14,93 %               |
| IV                 | 14                        | Valerio Scanu                                | Io vivrò (senza te) (Lucio Battisti)                                                                                      | 65,72 %               | 27,39 %               | 46,55 %               |
| IV                 | 15                        | Irene Fornaciari                             | Se perdo anche te (Gianni Morandi)                                                                                        | 8,98 %                | 21,74 %               | 15,36 %               |
| IV                 | 16                        | Bluvertigo                                   | La lontananza (Domenico Modugno)                                                                                          | 17,19 %               | 29,13 %               | 23,16 %               |
| V                  | 17                        | Lorenzo Fragola                              | La donna cannone (Francesco De Gregori)                                                                                   | 35,78 %               | 17,80 %               | 26,79 %               |
| V                  | 18                        | Enrico Ruggeri                               | ’A canzuncella (Alunni del Sole)                                                                                          | 10,34 %               | 12,29 %               | 11,31 %               |
| V                  | 19                        | Annalisa                                     | America (Gianna Nannini)                                                                                                  | 34,47 %               | 25,85 %               | 30,16 %               |
| V                  | 20                        | Stadio                                       | La sera dei miracoli (Lucio Dalla)                                                                                        | 19,42 %               | 44,07 %               | 31,74 %               |

| Platzierung | Interpret     | Cover (Originalinterpret)                | Endwertung         | Endwertung    | Endwertung |
| Platzierung | Interpret     | Cover (Originalinterpret)                | TV-Publikum (50 %) | Presse (50 %) | Insgesamt  |
| ----------- | ------------- | ---------------------------------------- | ------------------ | ------------- | ---------- |
| 1           | Stadio        | La sera dei miracoli (Lucio Dalla)       | 27,09 %            | 32,17 %       | 29,63 %    |
| 2           | Valerio Scanu | Io vivrò (senza te) (Lucio Battisti)     | 31,59 %            | 10,00 %       | 20,80 %    |
| 3           | Clementino    | Don Raffaè (Fabrizio De André)           | 19,17 %            | 18,26 %       | 18,72 %    |
| 4           | Noemi         | Dedicato (Loredana Bertè)                | 11,80 %            | 19,57 %       | 15,68 %    |
| 5           | Rocco Hunt    | Tu vuo’ fa l’americano (Renato Carosone) | 10,34 %            | 20,00 %       | 15,17 %    |

#### Auftritte derNuove Proposte
Während des ersten Duells kam es zu einem technischen Fehler, der dazu führte, dass die Stimmen der Pressevertreter falsch gezählt wurden und zunächst fälschlich Miele als Siegerin ausgerufen wurde. Erst später am Abend wurde die Abstimmung der Presse wiederholt und schließlich das Ergebnis revidiert.
|                    | Reihenfolge des Auftritts | Interpret         | Lied            | Abstimmungsergebnisse | Abstimmungsergebnisse | Abstimmungsergebnisse |
| TV-Publikum (50 %) | Reihenfolge des Auftritts | Interpret         | Lied            | Presse (50 %)         | Insgesamt             |                       |
| ------------------ | ------------------------- | ----------------- | --------------- | --------------------- | --------------------- | --------------------- |
| I                  | 1                         | Miele             | Mentre ti parlo | 70,20 %               | 28,15 %               | 49,17 %               |
| I                  | 2                         | Francesco Gabbani | Amen            | 29,80 %               | 71,85 %               | 50,83 %               |
| II                 | 3                         | Michael Leonardi  | Rinascerai      | 40,42 %               | 26,45 %               | 33,43 %               |
| II                 | 4                         | Mahmood           | Dimentica       | 59,58 %               | 73,55 %               | 66,57 %               |

#### Gäste
- Marc Hollogne (belgischer Schauspieler)
- Pooh (mit Riccardo Fogli; Band)
- Nicole Orlando (Sportlerin)
- Pino & gli anticorpi (Komikerduo)
- Hozier (Sänger)

### Vierter Abend
Die vier verbliebenen Nuove Proposte traten ein letztes Mal auf; aus den vier wurde der Sieger ermittelt. Alle 20 Campioni traten ein weiteres Mal auf und stellten sich einer erneuten Abstimmung. Aus den Abstimmungsergebnissen des ersten, zweiten und vierten Abends ergab sich in der Folge die Rangliste; die fünf letztplatzierten Kandidaten schieden vorläufig aus. In einer letzten Abstimmung, die rein aus Televoting bestand, wurde einer der fünf wieder zurückgeholt, wobei das Ergebnis erst am nächsten Abend bekannt gegeben wurde.

#### Auftritte derCampioni
| Reihenfolge des Auftritts | Interpret                           | Lied                             | Abstimmungsergebnisse | Abstimmungsergebnisse | Abstimmungsergebnisse     | Abstimmungsergebnisse | Abstimmungsergebnisse |
| Reihenfolge des Auftritts | Interpret                           | Lied                             | Abend 1 oder 2 (50 %) | Abend 4 (50 %)        | Abend 4 (50 %)            | Abend 4 (50 %)        | Insgesamt             |
| Reihenfolge des Auftritts | Interpret                           | Lied                             | Abend 1 oder 2 (50 %) | TV-Publikum (40 %)    | demoskopische Jury (30 %) | Expertenjury (30 %)   | Insgesamt             |
| ------------------------- | ----------------------------------- | -------------------------------- | --------------------- | --------------------- | ------------------------- | --------------------- | --------------------- |
| 1                         | Annalisa                            | Il diluvio universale            | 5,82 %                | 5,49 %                | 6,05 %                    | 0,63 %                | 5,01 %                |
| 2                         | Zero Assoluto                       | Di me e di te                    | 4,14 %                | 2,64 %                | 4,05 %                    | 4,38 %                | 3,86 %                |
| 3                         | Rocco Hunt                          | Wake Up                          | 8,01 %                | 7,55 %                | 5,02 %                    | 6,25 %                | 7,20 %                |
| 4                         | Irene Fornaciari                    | Blu                              | 3,60 %                | 2,90 %                | 3,50 %                    | 5,63 %                | 3,75 %                |
| 5                         | Giovanni Caccamo und Deborah Iurato | Via da qui                       | 6,03 %                | 8,76 %                | 5,42 %                    | 5,63 %                | 6,42 %                |
| 6                         | Enrico Ruggeri                      | Il primo amore non si scorda mai | 5,59 %                | 4,45 %                | 6,55 %                    | 10,00 %               | 6,17 %                |
| 7                         | Francesca Michielin                 | Nessun grado di separazione      | 5,42 %                | 6,01 %                | 8,22 %                    | 10,63 %               | 6,74 %                |
| 8                         | Elio e le Storie Tese               | Vincere l’odio                   | 5,12 %                | 1,90 %                | 5,97 %                    | 5,63 %                | 4,68 %                |
| 9                         | Patty Pravo                         | Cieli immensi                    | 6,21 %                | 7,00 %                | 5,10 %                    | 4,38 %                | 5,93 %                |
| 10                        | Alessio Bernabei                    | Noi siamo infinito               | 4,64 %                | 7,80 %                | 2,68 %                    | 0,00 %                | 4,28 %                |
| 11                        | Neffa                               | Sogni e nostalgia                | 2,16 %                | 1,36 %                | 3,62 %                    | 8,75 %                | 3,21 %                |
| 12                        | Valerio Scanu                       | Finalmente piove                 | 6,51 %                | 9,13 %                | 3,05 %                    | 0,63 %                | 5,63 %                |
| 13                        | Dear Jack                           | Mezzo respiro                    | 3,07 %                | 3,58 %                | 2,78 %                    | 0,63 %                | 2,76 %                |
| 14                        | Noemi                               | La borsa di una donna            | 4,77 %                | 4,34 %                | 7,02 %                    | 6,88 %                | 5,34 %                |
| 15                        | Stadio                              | Un giorno mi dirai               | 5,86 %                | 8,09 %                | 7,88 %                    | 10,00 %               | 7,23 %                |
| 16                        | Arisa                               | Guardando il cielo               | 4,99 %                | 2,55 %                | 5,88 %                    | 3,13 %                | 4,36 %                |
| 17                        | Lorenzo Fragola                     | Infinite volte                   | 5,02 %                | 4,79 %                | 5,13 %                    | 2,50 %                | 4,61 %                |
| 18                        | Bluvertigo                          | Semplicemente                    | 3,07 %                | 2,03 %                | 1,97 %                    | 7,50 %                | 3,36 %                |
| 19                        | Dolcenera                           | Ora o mai più (le cose cambiano) | 4,63 %                | 2,72 %                | 6,03 %                    | 3,13 %                | 4,23 %                |
| 20                        | Clementino                          | Quando sono lontano              | 5,35 %                | 6,91 %                | 4,08 %                    | 3,75 %                | 5,23 %                |

| Interpret        | Lied              | Televoting |
| ---------------- | ----------------- | ---------- |
| Irene Fornaciari | Blu               | 31,46 %    |
| Dear Jack        | Mezzo respiro     | 29,08 %    |
| Bluvertigo       | Semplicemente     | 15,09 %    |
| Zero Assoluto    | Di me e di te     | 14,40 %    |
| Neffa            | Sogni e nostalgia | 9,97 %     |

#### Auftritte derNuove Proposte
| Reihenfolge des Auftritts | Interpret           | Lied           | Abstimmungsergebnis | Abstimmungsergebnis       | Abstimmungsergebnis | Abstimmungsergebnis |
| Reihenfolge des Auftritts | Interpret           | Lied           | TV-Publikum (40 %)  | demoskopische Jury (30 %) | Expertenjury (30 %) | Insgesamt           |
| ------------------------- | ------------------- | -------------- | ------------------- | ------------------------- | ------------------- | ------------------- |
| 1                         | Mahmood             | Dimentica      | 11,23 %             | 12,67 %                   | 18,75 %             | 13,92 %             |
| 2                         | Francesco Gabbani   | Amen           | 50,39 %             | 29,17 %                   | 43,75 %             | 42,03 %             |
| 3                         | Chiara Dello Iacovo | Introverso     | 23,99 %             | 36,00 %                   | 31,25 %             | 29,77 %             |
| 4                         | Ermal Meta          | Odio le favole | 14,39 %             | 22,17 %                   | 6,25 %              | 14,28 %             |

#### Gäste
- Enrico Brignano (Schauspieler und Komiker)
- Elisa (Sängerin)
- J Balvin (Musiker)
- Alessandro Gassmann (Schauspieler)
- Rocco Papaleo (Schauspieler)
- Lost Frequencies und Janieck Devy (Musiker)

### Fünfter Abend
Nachdem die 16 Finalisten mit ihrem Lied aufgetreten waren, gelangten die drei Kandidaten mit den höchsten Abstimmungsergebnissen in die Endrunde. Erst nach einer erneuten Abstimmungsrunde wurde aus den verbliebenen drei der Sieger ermittelt.

#### Auftritte derCampioni
| Reihenfolge des Auftritts | Interpret                           | Lied                             | Abstimmungsergebnisse | Abstimmungsergebnisse     | Abstimmungsergebnisse | Abstimmungsergebnisse |
| Reihenfolge des Auftritts | Interpret                           | Lied                             | TV-Publikum (40 %)    | demoskopische Jury (30 %) | Expertenjury (30 %)   | Insgesamt             |
| ------------------------- | ----------------------------------- | -------------------------------- | --------------------- | ------------------------- | --------------------- | --------------------- |
| 1                         | Francesca Michielin                 | Nessun grado di separazione      | 8,17 %                | 9,72 %                    | 6,88 %                | 8,25 %                |
| 2                         | Alessio Bernabei                    | Noi siamo infinito               | 8,05 %                | 3,12 %                    | 0,00 %                | 4,16 %                |
| 3                         | Clementino                          | Quando sono lontano              | 7,80 %                | 4,22 %                    | 3,75 %                | 5,51 %                |
| 4                         | Patty Pravo                         | Cieli immensi                    | 8,23 %                | 5,98 %                    | 3,75 %                | 6,21 %                |
| 5                         | Lorenzo Fragola                     | Infinite volte                   | 9,40 %                | 5,93 %                    | 2,50 %                | 6,29 %                |
| 6                         | Noemi                               | La borsa di una donna            | 4,12 %                | 8,03 %                    | 4,38 %                | 5,37 %                |
| 7                         | Elio e le Storie Tese               | Vincere l’odio                   | 2,66 %                | 6,13 %                    | 4,38 %                | 4,22 %                |
| 8                         | Arisa                               | Guardando il cielo               | 3,73 %                | 7,20 %                    | 3,13 %                | 4,59 %                |
| 9                         | Stadio                              | Un giorno mi dirai               | 10,30 %               | 10,57 %                   | 45,00 %               | 20,79 %               |
| 10                        | Annalisa                            | Il diluvio universale            | 5,45 %                | 6,52 %                    | 0,63 %                | 4,32 %                |
| 11                        | Rocco Hunt                          | Wake Up                          | 7,43 %                | 6,00 %                    | 1,25 %                | 5,15 %                |
| 12                        | Dolcenera                           | Ora o mai più (le cose cambiano) | 2,39 %                | 6,38 %                    | 1,88 %                | 3,43 %                |
| 13                        | Enrico Ruggeri                      | Il primo amore non si scorda mai | 3,62 %                | 7,52 %                    | 8,75 %                | 6,33 %                |
| 14                        | Giovanni Caccamo und Deborah Iurato | Via da qui                       | 7,85 %                | 6,32 %                    | 10,63 %               | 8,22 %                |
| 15                        | Valerio Scanu                       | Finalmente piove                 | 8,20 %                | 2,95 %                    | 0,00 %                | 4,17 %                |
| 16                        | Irene Fornaciari                    | Blu                              | 2,60 %                | 3,42 %                    | 3,13 %                | 3,00 %                |

| Interpret                           | Lied                        | Finalabstimmung    | Finalabstimmung           | Finalabstimmung     | Finalabstimmung |
| Interpret                           | Lied                        | TV-Publikum (40 %) | demoskopische Jury (30 %) | Expertenjury (30 %) | Insgesamt       |
| ----------------------------------- | --------------------------- | ------------------ | ------------------------- | ------------------- | --------------- |
| Stadio                              | Un giorno mi dirai          | 43,99 %            | 35,89 %                   | 47,92 %             | 42,74 %         |
| Francesca Michielin                 | Nessun grado di separazione | 29,58 %            | 34,72 %                   | 27,08 %             | 30,37 %         |
| Giovanni Caccamo und Deborah Iurato | Via da qui                  | 26,43 %            | 29,39 %                   | 25,00 %             | 26,89 %         |

#### Gäste
- Roberto Bolle (Tänzer)
- Cristina D’Avena (Sängerin)
- Leonardo Pieraccioni und Giorgio Panariello (Komiker)
- Renato Zero (Sänger)
- Giuseppe Fiorello (Schauspieler)
- Willy William (DJ)
- Guglielmo Scilla (Schauspieler)

## Dopofestival
Anschließend an das Festival fand an den ersten vier Abenden in der Villa Ormond in Sanremo die Talkshow Dopofestival statt, in der Journalisten und Teilnehmer des Festivals zu Wort kamen. Moderiert wurde die Sendung von Nicola Savino, kommentiert von der Komikergruppe Gialappa’s Band; regelmäßige Auftritte hatte auch der Komiker Max Giusti.

## Einschaltquoten
Italienische Einschaltquoten gemäß Auditel-Erhebungen:
| Ausstrahlung     | Durchschnitt | Durchschnitt |
| Ausstrahlung     | Zuschauer    | Quoten       |
| ---------------- | ------------ | ------------ |
| 9. Februar 2016  | 11.134.000   | 49,48 %      |
| 10. Februar 2016 | 10.748.000   | 49,91 %      |
| 11. Februar 2016 | 10.462.000   | 47,88 %      |
| 12. Februar 2016 | 10.164.000   | 47,81 %      |
| 13. Februar 2016 | 11.222.128   | 52,52 %      |
| Durchschnitt     | 10.746.026   | 49,52 %      |

## Kompilation
Eine Kompilation mit allen teilnehmenden Liedern ist während des Festivals am 12. Februar unter dem Namen Sanremo 2016 erschienen. Sie erreichte auf Anhieb die Spitze der offiziellen Kompilationen-Charts und schaffte diese Position auch in den kombinierten Albumcharts. Sie hielt diese Position sieben Wochen lang und war damit die meistverkaufte Kompilation des Jahres.

## Belege
1. ↑  Rai 1: Francesca Michielin all’Eurovision Song Contest. In: Ufficio Stampa. RAI, 14. Februar 2016, abgerufen am 14. Februar 2016 (italienisch).
2. ↑  Festival di Sanremo 2016, Carlo Conti da Massimo Giletti svela i venti Big in gara. In: Repubblica.it. Gruppo Editoriale L’Espresso, 13. Dezember 2016, abgerufen am 5. Februar 2016 (italienisch).
3. 1 2 3 4 5 6 7 8  Votazioni artisti Campioni. (PDF) RAI, abgerufen am 14. Februar 2016 (italienisch).
4. 1 2 3  Votazioni artisti Nuove Proposte. (PDF) RAI, abgerufen am 14. Februar 2016 (italienisch).
5. ↑  Mattia Buonocore: Ascolti tv di martedì 9 febbraio 2016. Il Festival parte bene. In: DavideMaggio.it. mediaMai, 10. Februar 2016, abgerufen am 10. Februar 2016 (italienisch).
6. ↑  Mattia Buonocore: Ascolti tv di mercoledì 10 febbraio 2016. La seconda serata del Festival di Sanremo sfiora il 50%. In: DavideMaggio.it. mediaMai, 11. Februar 2016, abgerufen am 11. Februar 2016 (italienisch).
7. ↑  Stefania Stefanelli: Ascolti tv di giovedì 11 febbraio 2016. In: DavideMaggio.it. mediaMai, 12. Februar 2016, abgerufen am 12. Februar 2016 (italienisch).
8. ↑  Mattia Buonocore: Ascolti tv di venerdì 12 febbraio. In 10,1 mln per la quarta serata del Festival di Sanremo. In: DavideMaggio.it. mediaMai, 13. Februar 2016, abgerufen am 14. Februar 2016 (italienisch).
9. ↑  Stefania Stefanelli: Ascolti tv di sabato 13 febbraio 2016. La finale di Sanremo 2016 al 52,52%. In: DavideMaggio.it. mediaMai, 14. Februar 2016, abgerufen am 14. Februar 2016 (italienisch).
10. ↑  Compilation, Classifica settimanale WK 7. FIMI, abgerufen am 19. Februar 2016 (italienisch).
11. ↑  Francesco Chignola: La compilation di Sanremo è in testa alla Superclassifica. In: Sorrisi.com. Arnoldo Mondadori Editore, 19. Februar 2016, abgerufen am 1. März 2016 (italienisch).
12. ↑  Compilation, classifica settimanale WK 13. FIMI, abgerufen am 9. Januar 2017 (italienisch).
13. ↑  “Top of the Music” FIMI-GfK 2016: le uniche classifiche annuali complete. FIMI, 9. Januar 2017, archiviert vom Original (nicht mehr online verfügbar) am 12. Januar 2017; abgerufen am 9. Januar 2017 (italienisch).  Info: Der Archivlink wurde automatisch eingesetzt und noch nicht geprüft. Bitte prüfe Original- und Archivlink gemäß Anleitung und entferne dann diesen Hinweis.